# Bezděkov (Klatovyi járás)
Bezděkov település Csehországban, a Klatovyi járásban. Bezděkov Lomec, Klatovy, Černíkov, Poleň, Janovice nad Úhlavou és Dlažov településekkel határos. Lakosainak száma 958 fő (2024. január 1.).

## Galéria

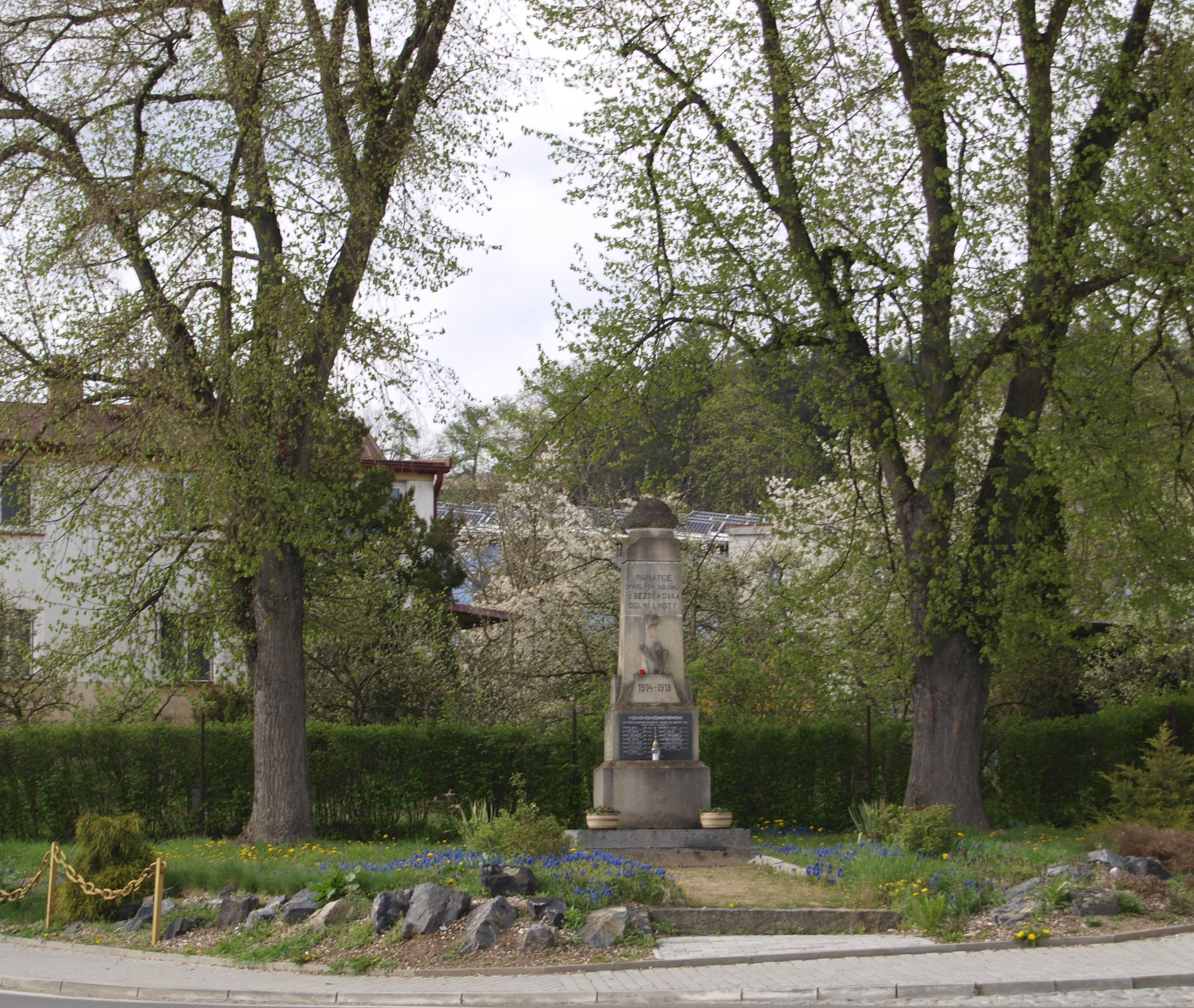
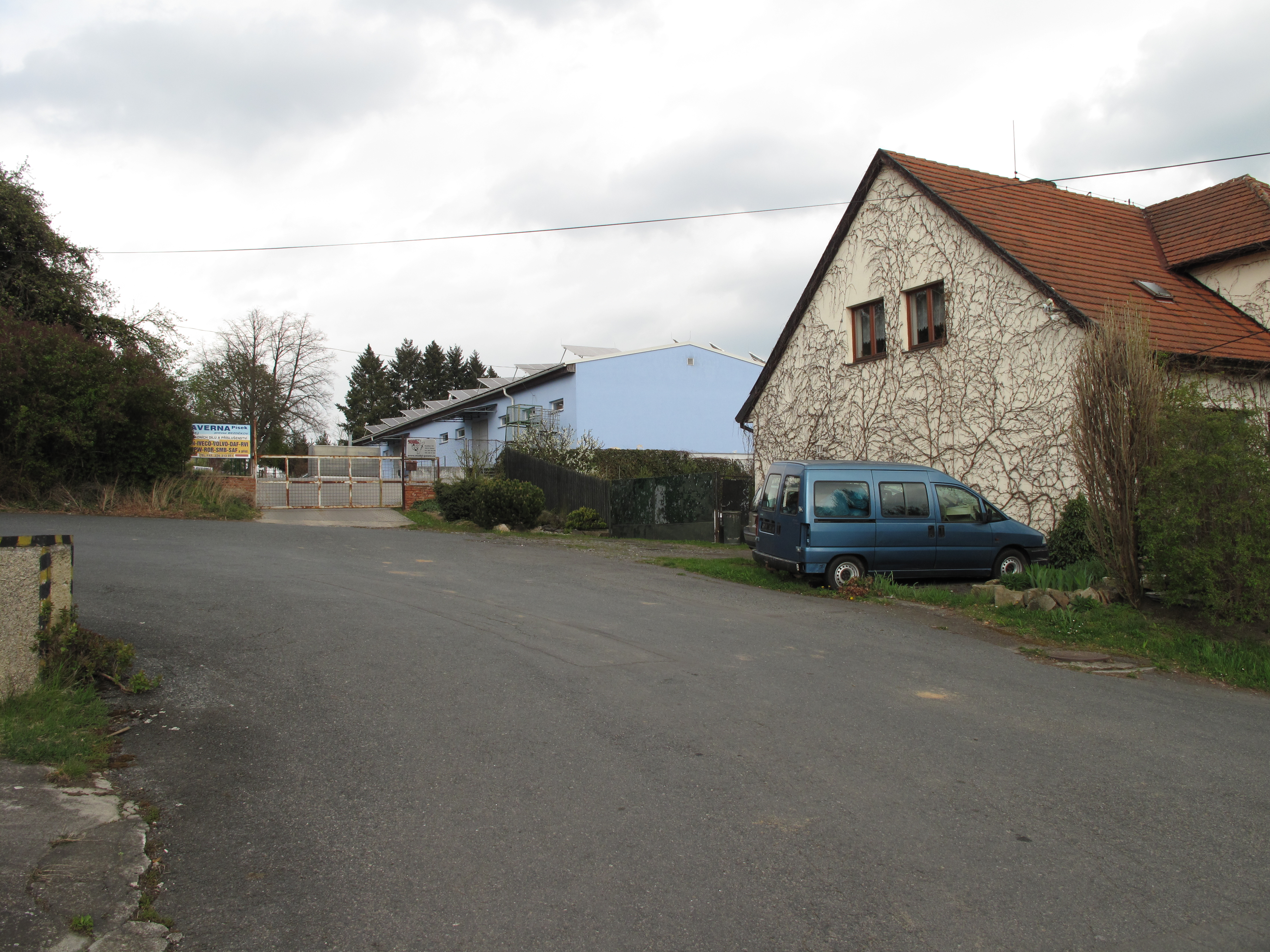
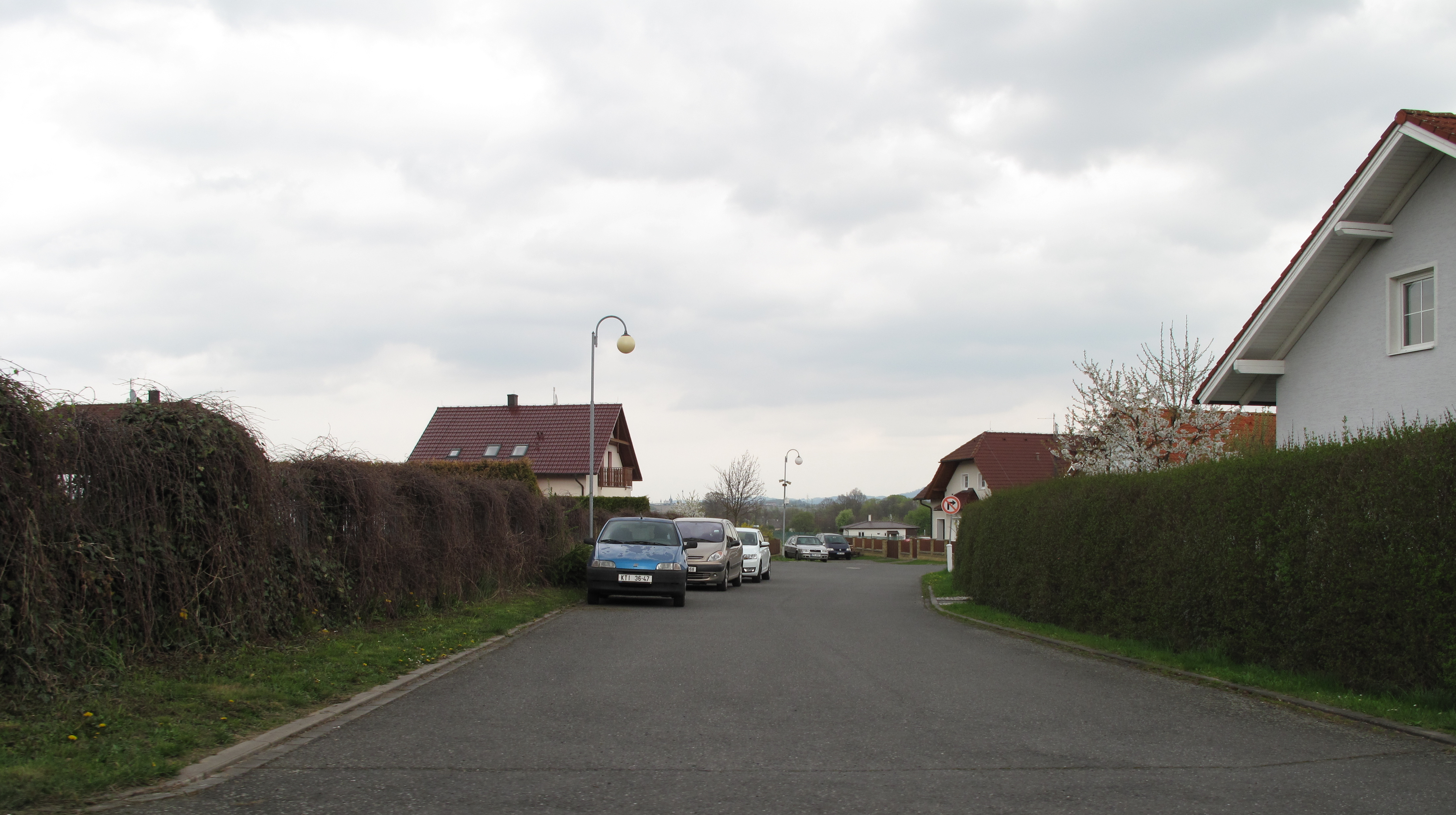

## Népesség
A település lakosságának változását az alábbi diagram mutatja:
| Lakosok száma | 1278 | 1268 | 1306 | 945  | 836  | 846  | 927  | 926  | 934  | 958  |
|               | 1869 | 1890 | 1921 | 1950 | 1980 | 2001 | 2017 | 2019 | 2022 | 2024 |